# Station Szadek
Station Szadek is een spoorwegstation in de Poolse plaats Szadek.